# Campeonato Capixaba de Futebol Feminino de 2018
O Campeonato Capixaba Feminino de 2018 é a nona edição do campeonato de futebol feminino do Estado do Espírito Santo. A competição é organizada pela Federação de Futebol do Estado do Espírito Santo (FES). Com apenas três times, esta edição é a menor da história da competição em número de participantes.
Em 29 de novembro, o Tribunal de Justiça Desportiva (TJD-ES) paralisou a competição antes da realização do segundo jogo da final após pedido de impugnação da partida feito pela jogadora Larissa Scaramussa, do Prosperidade, alegando que as equipes AE Capixaba e Vila Nova-ES combinaram o resultado de 5 a 1 na última rodada da Primeira Fase, em favor do time AE Capixaba, que acabou eliminando a equipe do Prosperidade. Em 13 de dezembro, o TJD-ES, por unanimidade, julgou improcedente a solicitação de impugnação do resultado. O segundo jogo da final seria realizado em janeiro de 2019. Porém, devido à indisponibilidade por parte das atletas do AE Capixaba em disputar o jogo, o Vila Nova foi declarado vencedor por W.O., tornando-se assim tetracampeão capixaba, o quinto título da história do clube.

## Regulamento
Na Primeira Fase as equipes jogam entre si em turno e returno. As duas melhores classificam-se às Finais em partidas de ida e volta. O time campeão garante vaga na fase preliminar da Série A2 do Campeonato Brasileiro Feminino de 2019.

### Critérios de desempate
Os critérios de desempate serão aplicados na seguinte ordem para cada fase:
Primeira Fase
1. Maior número de vitórias
2. Maior saldo de gols
3. Maior número de gols pró (marcados)
4. Confronto direto
5. Menor número de cartões vermelhos
6. Menor número de cartões amarelos
7. Sorteio

Finais
1. Maior saldo de gols nos dois jogos
2. Melhor classificação na Primeira Fase

## Participantes
| Clube        | Cidade      | Temporada 2017 | Títulos (último) |
| ------------ | ----------- | -------------- | ---------------- |
| AE Capixaba  | Anchieta    | Não disputou   | 0 (não possui)   |
| Prosperidade | Vargem Alta | Vice-campeão   | 0 (não possui)   |
| Vila Nova-ES | Vila Velha  | Campeão        | 4 (2017)         |

## Primeira Fase
| Pos | Times        | Pts | J | V | E | D | GP | GC | SG | Classificação          |
| --- | ------------ | --- | - | - | - | - | -- | -- | -- | ---------------------- |
| 1   | Vila Nova-ES | 9   | 4 | 3 | 0 | 1 | 12 | 7  | 5  | Classificado às Finais |
| 2   | AE Capixaba  | 4   | 4 | 1 | 1 | 2 | 9  | 11 | -2 | Classificado às Finais |
| 3   | Prosperidade | 4   | 4 | 1 | 1 | 2 | 8  | 11 | -3 |                        |

### Resultados
Vitória do mandante;
     Vitória do visitante;
     Empate.

## Finais
Jogo de ida
| Domingo, 25 de novembro | AE Capixaba | 1 – 5     | Vila Nova-ES                              | Estádio Joaquim Ramalhete, Anchieta |
| 15:00                   | Kety        | Relatório | , Lavínia · Gabi Ferreira · Thais · Luana |                                     |

Jogo de volta
|  | Vila Nova-ES | 3 – 0 | AE Capixaba |  |
|  |              | W.O.  |             |  |

## Premiação
| Campeonato Capixaba Feminino de 2018  |
| Vila Velha                            |
| ------------------------------------- |
| Vila Nova-ES Tetracampeão (5º título) |